# Římskokatolická farnost Dlouhá Brtnice
Římskokatolická farnost Dlouhá Brtnice je územní společenství římských katolíků v rámci telčského děkanství brněnské diecéze s farním kostelem svatého Václava.

## Historie farnosti
Nejstarší zpráva o obci pochází z roku 1355. Původně zde stál kostelík svaté Barbory, který byl roku 1444 přestavěn na kostel a zasvěcen svatému Václavovi. Tento chrám byl v polovině sedmnáctého století znovu přestavěn. Fara byla postavena v roce 1871, o dva roky později vznikla samostatná farnost (předtím byla obec přifařena k Pavlovu).

## Duchovní správci
Farnost je inkorporována blízkému klášteru premonstrátů v Nové Říši. Téměř celou druhou polovinu 20. století (v letech 1946 až 1995) zde působil P. Augustin Hroznata Opravil. Administrátorem excurrendo je od 1. srpna 2003 D. Mgr. Michael Alois Hladil OPraem. 

## Bohoslužby
| Kostel          | Místo          | Bohoslužba (den) | Hodina                                   | Poznámka     |
| --------------- | -------------- | ---------------- | ---------------------------------------- | ------------ |
| svatého Václava | Dlouhá Brtnice | neděle úterý     | 8.30 17.00 (zimní čas)/18.00 (letní čas) | farní kostel |

## Aktivity ve farnosti
Den vzájemných modliteb farností za bohoslovce a bohoslovců za farnosti brněnské diecéze a Adorační den připadá na 18. května.
Ve farnosti se pravidelně koná tříkrálová sbírka. V roce 2017 činil její výtěžek v Dlouhé Brtnici 12 611 korun.